# Oxypetalum aequaliflorum
Oxypetalum aequaliflorum är en oleanderväxtart som beskrevs av Fourn.. Oxypetalum aequaliflorum ingår i släktet Oxypetalum och familjen oleanderväxter. Inga underarter finns listade i Catalogue of Life.